# Pampa de Agnia
Pampa de Agnia är en slätt i Argentina.   Den ligger i provinsen Chubut, i den södra delen av landet, 1 400 km sydväst om huvudstaden Buenos Aires.
Omgivningarna runt Pampa de Agnia är i huvudsak ett öppet busklandskap. Trakten runt Pampa de Agnia är nära nog obefolkad, med mindre än två invånare per kvadratkilometer.